# Eendekuil
Eendekuil ist ein Ort in der Lokalgemeinde Bergrivier, im Distrikt West Coast der südafrikanischen Provinz Westkap. Es liegt rund 15 Kilometer von Citrusdal entfernt an der Straße R365. Er hat 1530 Einwohner (Stand 2011).

## Sehenswürdigkeiten
- Wildblumen: Im südafrikanischen Frühling (August und September) überziehen bunten Blütenteppiche die Gegend. Einige botanische Erstbeschreibungen fundieren auf hier gesammelten Pflanzen (Holotypus), wie beispielsweise die der Mittagsblumengewächse Diplosoma leipoldtii und Diplosoma retroversum.